# Jbel Azourki
Der Jbel Azourki (Zentralatlas-Tamazight ⵉⴷⵓⵔⴰⵔ ⵏ ⴰⵣⵓⵔⴽⵉ Idurar n Azurki) ist ein 3677 m hoher Bergstock im Norden des Jbel M’Goun-Massivs; er gehört zur Gebirgskette des Hohen Atlas (Marokko). Die Höhenangaben variieren je nach Quelle um bis zu 30 m.

## Lage
Der Jbel Azourki liegt in der Provinz Azilal in der Region Béni Mellal-Khénifra etwa 80 km (Luftlinie) südlich der Stadt Beni Mellal im Südosten des Aït Bougoumez-Tals etwa 15 bis 25 km nordöstlich der Ortschaften Ibakliwin und Timit. Das Bergmassiv des Jbel M’Goun befindet sich nur etwa 15 km südlich und der Ort Zaouiat Ahansal etwa 15 km nordöstlich. Etwa 4 km (Luftlinie) südlich des Gipfels befindet sich die ebene Fläche des meist ausgetrockneten Bergsees Lac d’Izourar.

## Besteigung
Eine Besteigung des Jbel Azourki ist im Rahmen einer eintägigen Trekking-Tour von der etwa 1850 m hoch und etwa 25 km (Fahrstrecke) westlich gelegenen Ortschaft Tabant möglich. Bis zum nähergelegenen Ort Aghbalou, wo es einfache Übernachtungsmöglichkeiten (gîtes) gibt, führt eine Pistenstraße.